# Metridia asymmetrica
Metridia asymmetrica is een eenoogkreeftjessoort uit de familie van de Metridinidae. De wetenschappelijke naam van de soort is voor het eerst geldig gepubliceerd in 1950 door Brodsky.